# باولوس بايز
باولوس بايز (بالهولندية: Paulus Buys) ‏(1531 - 4 مايو 1594) كان مسؤولا ساميًا في هولندا بين 1572 و1584.